# Севан (град)
Севан (јерм. Սևան) је град и популарно одмаралиште у јерменском марзу Гехаркуник. Град лежи на северозападним обалама језера Севан, на месту где из језера отиче река Храздан, на надморској висини од 1.900 m.
Град се налази 66 км североисточно од Јеревана, односно 40 км западно од административног центра марза града Гавара. 
Град су 1842. основали руски имигранти као село Јеленовка, и то име је опстало све до 1935. када је промењено у данашње. 
У 2010. у граду и околини је живело 23.200 становника. 
У близини града (3 км источније) се налази манастир Севанаванк из  века.

## Географија
Град Севан је смештен у северозападном делу Севанске котлине, на северозападним обалама језера Севан, на месту где из језера отиче река Храздан. Град је смештен у уској котлини смештеној на гребену надморске висине од 1.900 m који лежи између реликтног речног корита и језерске обале. Северно од града су крајњи југозападни обронци Памбака, а идући ка југу постепено се уздижу Гегамске планине. 
Због великог пада нивоа воде у језеру током осамдесетих година због претеране привредне експлоатације обала је данас од центра града удаљена неких 200 m. На 3 км северније од града налази се Севанско полуострво. 

### Клима
Надморска висина и континенталност области узрок су планинског карактера целе области. Зиме су дуге, хладне и снежне, и трају од почетка новембра до краја априла. Најхладнији месец је јануар са у просеку -8 °C. Језеро се ретко мрзне, превасходно због великог броја извора и водотока. Лета су краћа, трају од средине јуна до средине септембра, доста су сува и блага. Температуре током лета ретко прелазе 25 °C, а најтоплији месец је јул са просеком од 16 °C. 
Влажност ваздуха је изразито велика, посебно у приобалним деловима, а повећавају је доста јаки ветрови који током целе године дувају са језера ка копну. Годишњи просек падавина је око 588 мм, са максимумом у пролеће.

### Севански национални парк
Језеро Севан и његове обале су од 1978. под заштитом државе. Укупна површина националног парка је 1.501 км² од чега скоро 25.000 хектара обухвата његове обале. У оквиру националног парка регистровано је око 1.600 биљних и 330 животињских врста. Иначе цео парк је подељен у три зоне: строго заштићену, рекреациону и економску.

## Историја
Град су 1842. на обалама језера основала група руских шизматика као село Јеленовка (рус. Еленовка), а насеље је добило име у част супруге руског цара Николаја I. Првобитно име је опстало све до 1935. када је 2. јануара донесена одлука да се насеље назове према језеру на чијим се обалама налази Севан. 
Статус града је добио 1961. године. Током совјетске владавине град је доживео нагли раст узрокован развојем индустрије. 
У селу Лачшен које се налази 4 км западно од града налази се археолошки комплекс из времена пре државе Урарту, 3 миленијум пре нове ере.

## Демографија
Највећи број становника Севан је имао 1989. када је у граду живело 27.000 људи, а број становника је према попису из 2001. пао на 21.400.
Према проценама за 2010. у граду и околини је живело око 23.200 становника.

## Привреда
Током совјетске владавине у граду су отворени бројни индустрјски погони који су запошљавали већину радно активног становништва. Међутим у периоду транзиције већина тих постројења је затворена и не ради, а она која су опстала раде на минимуму производње. 
Привредну основу данас чине ситна сеоска пољопривреда, риболов на језеру и туризам. Туризам се у последње време развија интензивније, посебно у летњем делу године, а овај део земље познат је и као „севанска ривијера“. У близини града се налази и манастир Севанаванк из  века.
Севан је важан саобраћајни чвор Јерменије. Кроз град пролази деоница магистрале М4 која повезује Јереван са Тбилисијем. Кроз град такође пролази и железничка прога.
Саобраћај је знатно интензивнији током леда због туристичке сезоне, док се зими железнички саобраћај обавља искључиво за потребе транспорта робе.

## Знаменитости
На Севанском полуострву 3 км источно од града налази се манастир Севанаванк из  века. Манастир је основан као испосница за монахе из Ечмијадзина. Чине га две цркве: светих Апостола (Сурб Аракелос) и Богородичина (Сурб Аствацацин). Првобитни манастир је изграђен на маленом острву које је данас због смањења нивоа воде у језеру претворено у полуострво. 
На полуострву је 2004. отворена Богословска академија Вазгенјан.

## Градови побратими
- Биси Сен Жорж, Француска (од 7. августа 2009)[4]
- Бродњица, Пољска (од септембра 2010)